# E.N.I.

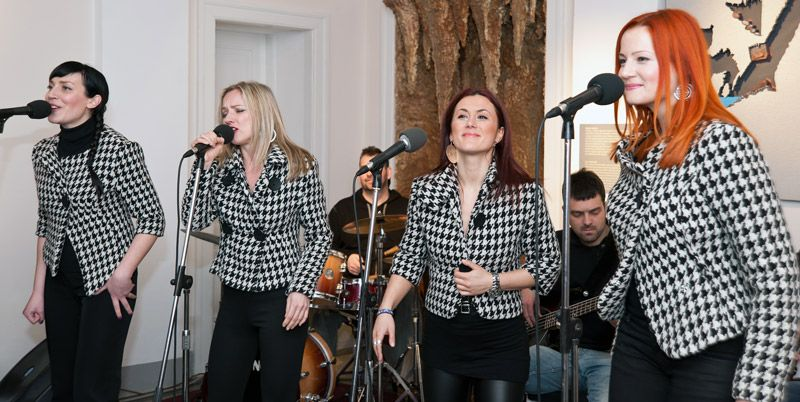
E.N.I.

E.N.I. é uma girl group croata de música pop da cidade de Rijeka. Ela foi criada a partir de Putokazi, a fim de competir no no Festival Eurovisão da Canção 1997 com a canção Probudi me.
Ao contrário da de muitos dos participantes na  Eurovisão, que mais tarde se afundou na obscuridade, a E.N.I manteve a sua presença na indústria da música croata, devido à respeitável talentos vocais e frequente cooperação com outros artistas, principalmente músicos de rock de Rijeka.
Na campanha para eleições legislativas de 2000 que, juntamente com muitos outros músicos de rock, teve o apoio Partido Social-Democrata da Croácia e outros partidos de oposição. Eles também apareceram em 2004 no Festival da Parada do Orgulho Gay de Zagreb.

## Integrantes

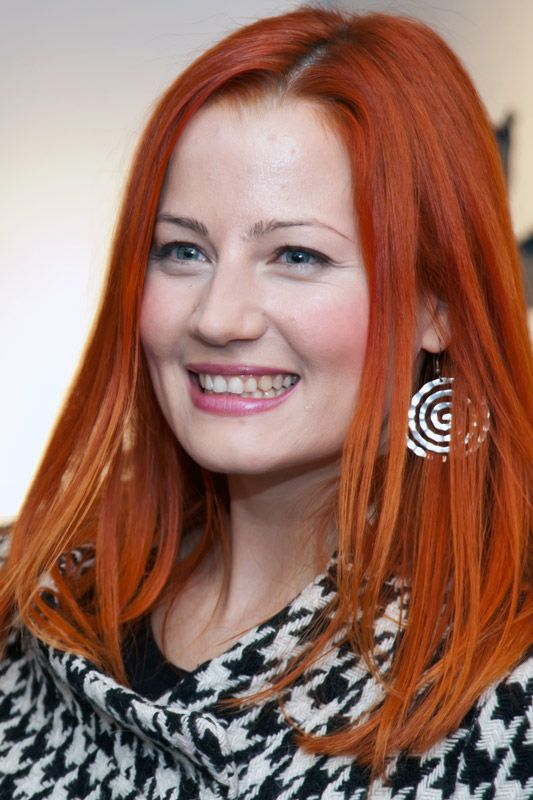
Ivona Maričić

- Elena Tomeček
- Nikolina Tomljanović
- Iva Močibob
- Ivona Maričić

## Discografia

### Álbuns
- 1997. - Probudi me
- 1998. - Saten
- 2003. - Da Capo
- 2007. - Oči su ti ocean

### Compilações
- 2008. - Best of E.N.I.